# Nambaroo
Nambaroo es un género extinto de marsupial que vivió a finales del Oligoceno, hace aproximadamente 25 millones de años en Australia. Nambaroo estaba relacionado con los canguros actuales (Macropodidae) y pertenecía al grupo extinto conocido como Balbaridae. Los restos de este animal fueron excavados entre 1993 y 1997 en el norte de Queensland. El animal era del tamaño de un perro pequeño y tenía colmillos que podrían ser para exhibirse o luchar con sus congéneres.
La particularidad de este género radica es que sus patas traseras no estaban adaptadas a dar saltos como los canguros actuales, sino que probablemente andaban a cuatro patas como los caballos al galope en la actualidad. Esta fue la conclusión de los paleontólogos de la Universidad de La Trobe, basándose en el gran tamaño de las patas delanteras musculosas de los fósiles. Asimismo, el tamaño de los dedos de los pies y su movilidad sugieren que también podía trepar. El hábitat en el que habitó Nambaroo consistía en bosques densos, donde se alimentaba. Su dieta consistía probablemente en frutas y setas.
Como anteriormente sólo se encontraron restos de dientes y mandíbulas, los restos del esqueleto de Nambaroo pueden ofrecer varias pistas sobre los cambios climáticos durante el Oligoceno Tardío y cómo fue la evolución de los canguros modernos.